# Legges Tor
Legges Tor är ett berg i Australien. Det ligger i regionen Northern Midlands och delstaten Tasmanien, i den sydöstra delen av landet, omkring 150 kilometer norr om delstatshuvudstaden Hobart. Toppen på Legges Tor är 1 572 meter över havet.
Legges Tor är den högsta punkten i trakten. Trakten runt Legges Tor är nära nog obefolkad, med mindre än två invånare per kvadratkilometer.. Närmaste större samhälle är Blessington, omkring 15 kilometer väster om Legges Tor. 
Trakten runt Legges Tor består i huvudsak av gräsmarker. Genomsnittlig årsnederbörd är 872 millimeter. Den regnigaste månaden är juli, med i genomsnitt 100 mm nederbörd, och den torraste är januari, med 39 mm nederbörd.